# 玄智慧
玄智慧（英語：Maria Yuen Chi Wai）是香港1980年代後期至1990年代早期著名的韓國籍電影女星。她來港早期只負責在色情電影中擔任角色。後來到了1980年代後期，由於香港電影蓬勃發展，加上在香港日子長了，學會了廣東話，加強了她與其他電影製作者的溝通，使她的才華得以顯現，從而擺脫過往“脫星”的形象。

## 作品列表
- 《娶錯老婆投錯胎》(與董驃及鄧碧雲合演)
- 《驚天龍虎豹》 (1991年，與胡慧中、方中信、宮本洋子、黃允財及吳啟華合演)
- 《處女降》 (1988年，與高飛及于芷蔚合演)
- 《堂口故事》 (1986年)
- 《現代豪放女》 (1985年，與徐淑媛、張國柱及湯鎮宗合演)
- 《花女情狂》 (1985年，與連偉健、鄺美寶、曹查理合演）
- 《再世風流劫》 (1985年)
- 《種鬼》 (1983年，與徐少強、高飛、田蜜合演)

## 外部連結
- 玄智慧在互联网电影资料库（IMDb）上的資料（英文）（英文）
- 玄智慧在香港影庫上的簡介
- 玄智慧在豆瓣上的资料（简体中文）
- 玄智慧在时光网上的簡介（简体中文）